# Oxira calgary
Oxira calgary là một loài bướm đêm trong họ Noctuidae.